# Derrière chez Martin
Derrière chez Martin est un recueil de nouvelles de Marcel Aymé, publié en 1938.

## Historique
Derrière chez Martin est un recueil de neuf nouvelles de Marcel Aymé, publié en mai 1938. Il reprend des nouvelles parues de août 1934 à mars 1938 dans Candide, Marianne, La Revue des vivants.

## Composition du recueil
- Le Romancier Martin
- Je suis renvoyé
- L'Élève Martin
- Le Temps mort
- Le Cocu nombreux
- L'Âme de Martin
- Rue de l'Évangile
- Conte de Noël
- La Statue

## Éditions
- 1938 -  Derrière chez Martin, Librairie Gallimard, Collection blanche, Éditions de la Nouvelle Revue Française
- 1998 - Derrière chez Martin, in "Œuvres romanesques complètes", Tome II (1498 pages), Gallimard (juillet 1998), Bibliothèque de la Pléiade, Édition publiée sous la direction de Michel Lécureur,  (ISBN 2-07-011331-0)